# Fjällörtblomfluga
Fjällörtblomfluga (Cheilosia melanopa) är en tvåvingeart som först beskrevs av Zetterstedt 1843.  Fjällörtblomfluga ingår i släktet örtblomflugor, och familjen blomflugor.
Artens utbredningsområde är Norge. Arten är reproducerande i Sverige. Inga underarter finns listade i Catalogue of Life.